# The Court and Society Review
The Court and Society Review — британський літературний журнал, що друкувався між 1885-1888 роках.
Заснований у липні 1885 р. під назвою «The Court and Society Journal». Журнал перейменовано на «The Court and Society Review» у виданні від 1 жовтня 1885 року. Часопис друкувався щотижнево аж до 6 червня 1888 р. 
Журнал став відомим завдяки публікаціям творів Оскара Вайлда та Роберта Луїс Стівенсона.